# Albert-Louis de Fouler

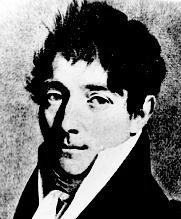
Albert Louis Emmanuel de Fouler

Albert Louis Emmanuel de Fouler, comte de Relingue genannt Albert-Louis de Fouler (* 9. Februar 1770 in Lillers; † 17. Juni 1831 ebenda) war ein französischer Général de division der Kavallerie. 

## Leben und Wirken
Fouler entstammte einer Familie von königlichen Beamten und war der Sohn von Emmanuel-Jean Fouler, seigneur de Relingue. Im April 1786 begann er seinen Dienst im Marstall (Petite Écurie) von König Ludwig XVI. Bereits im darauffolgenden Jahr wechselte er zur Armee und konnte sich dort schon bald auszeichnen. Seine Karriere führte ihn vom Sous-Lieutenant (1. Mai 1788), Lieutenant (1. September 1791) bis zum Capitaine (1. Mai 1792). 
Fouler wechselte zur Armée du Nord und kam 1792 als Stabsoffizier zu General Nikolaus von Luckner. Napoleon wurde auf Fouler aufmerksam und empfahl ihn als Aide-de-camp für General Charles-Joseph de Pully. 
In der Schlacht bei Schweinfurt (24. Juli 1796) wurde Fouler am rechten Bein verwundet und hatte mit dieser Verletzung zeit seines Lebens zu kämpfen. Mit einem eigenen Kommando kämpfte er vor Austerlitz (2. Dezember 1805), Heilsberg (10. Juni 1807) und Aspern (21./22. Mai 1809).
Fouler heiratete Henriette-Elisabeth d’Avrange, eine Tochter des Kriegskommissars Jean-Pierre d’Avrange. Durch diese Heirat wurde er auch mit den Offizieren François d’Avrange d’Haugéranville (1745–1823) und Jean François d’Avrange du Kermont (1753–1822) verwandt. Der spätere Politiker Louis-Édouard Fouler de Relingue (1813–1874) war sein Sohn. 
Nach der Schlacht bei Paris (30. März 1814) und Napoleons Abdankung (→Abdikation) schloss sich Fouler den Bourbonen an und unterstützte König Ludwig XVIII. Als Napoleon die Insel Elba verließ und dessen „Herrschaft der Hundert Tage“ begannen, verhielt sich Fouler neutral. 
An der Schlacht von Waterloo (18. Juni 1815) nahm er nicht teil und wurde am 9. September 1815 offiziell in den Ruhestand verabschiedet. Er ließ sich in seiner Heimatstadt nieder und verweigerte jegliche Reaktivierung durch König Karl X. und auch Louis-Philippe I. Er starb am 17. Juni 1831 in Lillers und fand dort auch seine letzte Ruhestätte.

## Ehrungen
- 11. Dezember 1803 Chevalier der Ehrenlegion
- 9. Juni 1804 Officier der Ehrenlegion
- 25. Dezember 1805 Commandeur der Ehrenlegion
- 23. März 1808 Comte de l'Émpire
- 19. März 1815 Grand Officier der Ehrenlegion
- 19. März 1815 Chevalier des Ordre royal et militaire de Saint-Louis
- Sein Name findet sich am nördlichen Pfeiler (10. Spalte) des Triumphbogens am Place Charles-de-Gaulle (Paris).